# Piteå församling
Piteå församling är en församling i Pite kontrakt i Luleå stift. Församlingen ligger i Piteå kommun i Norrbottens län och utgör ett eget pastorat.

## Administrativ historik
Församlingen bildades 2010 genom sammanslagning av Piteå landsförsamling och Piteå stadsförsamling.

## Befolkningsutveckling
| Befolkningsutvecklingen i Piteå församling 2010–2015 | Befolkningsutvecklingen i Piteå församling 2010–2015 | Befolkningsutvecklingen i Piteå församling 2010–2015 | Befolkningsutvecklingen i Piteå församling 2010–2015 | Befolkningsutvecklingen i Piteå församling 2010–2015 |
| --- | ---------------------------------------------------- | ---------------------------------------------------- | ---------------------------------------------------- | ---------------------------------------------------- |
| |                                                      |                                                      |                                                      |                                                      |
| År |                                                      |                                                      | Folkmängd                                            |                                                      |
| 2010 | 2010                                                 |                                                      | 28 859                                               |                                                      |
| 2015 | 2015                                                 |                                                      | 29 382                                               |                                                      |
| Anm: För åren 2010-2015: befolkning 31 december enligt den administrativa indelningen den 1 januari följande år. Sedan 1 januari 2016 sker inte folkbokföring per församling och därmed kan det hända att vissa personer inte ingår i församlingens folkmängd då de är skrivna på den fiktiva fastigheten På kommunen skriven som inte delas upp på församlingsnivå då de inte kunnat folkbokföras på en särskild befintlig fastighet. Den totala befolkningen i Svenska kyrkans församlingar är därför något lägre än den totala befolkningen i riket. |                                                      |                                                      |                                                      |                                                      |

## Kyrkor
- Furubergskyrkan
- Gråträsks kapell
- Hoppets kapell
- Infjärdens kyrka
- Johannes Döparens kapell
- Långträsks kyrka
- Piteå landskyrka (Öjeby kyrka)
- Piteå stadskyrka
- Rönnskärs kapell
- Trons kapell